# خوان مانويل كاريراس
خوان مانويل كاريراس هو محامي وسياسي مكسيكي، ولد في 24 أبريل 1962 في Charcas ‏ في المكسيك. نشط حزبياً في الحزب الثوري المؤسساتي. وقد انتخب Governor of San Luis Potosí ‏ وانتخب عضو مجلس النواب المكسيك ‏.